# Премия имени Н. Е. Жуковского
Пре́мия имени Н. Е. Жуко́вского — национальная научная премия, учреждена 3 декабря 1920 года постановлением СНК РСФСР «в ознаменование пятидесятилетия научной деятельности профессора Н. Е. Жуковского». Присуждается на конкурсной основе «за наилучшие труды по математике и механике».

## История

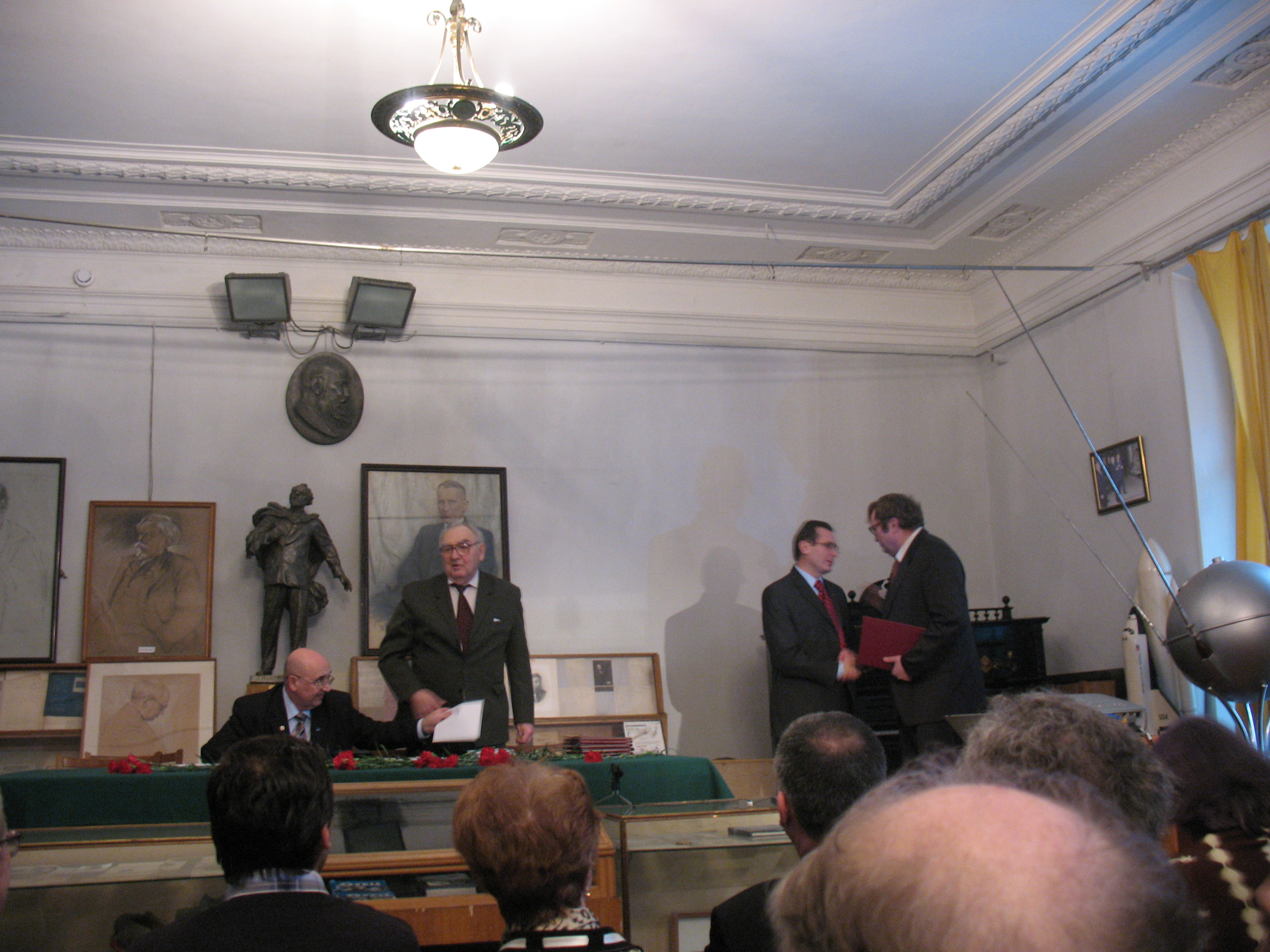
Вручение премии имени Н. Е. Жуковского.
Музей Жуковского, 2009 год.
На сцене, слева-направо: В. Г. Дмитриев, А. П. Красильщиков, С. Л. Чернышев, И. И. Липатов

Первыми лауреатами стали А. И. Некрасов («О волнах установившегося вида по поверхности тяжёлой жидкости»; 1922) и С. А. Чаплыгин («Работы по теории аэропланов. К теории крыла»; 1925).
В 1926—1939 годах конкурс не проводился.
10 октября 1940 года постановлением СНК «О премиях имени профессора Н. Е. Жуковского за лучшие работы по аэродинамике» проведение конкурса и выплата премий были возложены на Центральный аэрогидродинамический институт (ЦАГИ). Председателем жюри был назначен С. А. Чаплыгин. В 1940 году премиями были отмечены работы учёных ЦАГИ — Г. М. Мусинянца, С. А. Христиановича, Г. Н. Абрамовича.
В 1941—1946 годах премия не вручалась из-за Великой Отечественной войны.
11 января 1947 года в связи со 100-летием со дня рождения Н. Е. Жуковского решением Совета Министров СССР были учреждены две премии и две медали имени профессора Н. Е. Жуковского, — «за лучшие работы по теории авиации» (аэро- и гидродинамика, теория горения и теория прочности самолётов и двигателей) и за выдающиеся учебные пособия по авиационным дисциплинам: премия 1-й степени с вручением золотой настольной медали и премия 2-й степени с вручением серебряной настольной медали. Председателем жюри являлся директор ЦАГИ. Представленные работы могли быть выполнены как группой авторов, так и отдельными лицами. Премии, медали и дипломы лауреатам вручались в день рождения Жуковского — 17 января.
С 2005 года решением жюри присуждается третья премия и бронзовая медаль с целью поощрения выдающихся учебных пособий по авиационным дисциплинам, первая медаль вручена В. Т. Калугину (МГТУ) за монографию «Аэрогазодинамика органов управления полётом летательных аппаратов»
В настоящее время утверждён и вручается нагрудный знак лауреата премии имени Н. Е. Жуковского (знак по мере возможности вручается также и лауреатам этой премии прошлых лет).

## Лауреаты премии

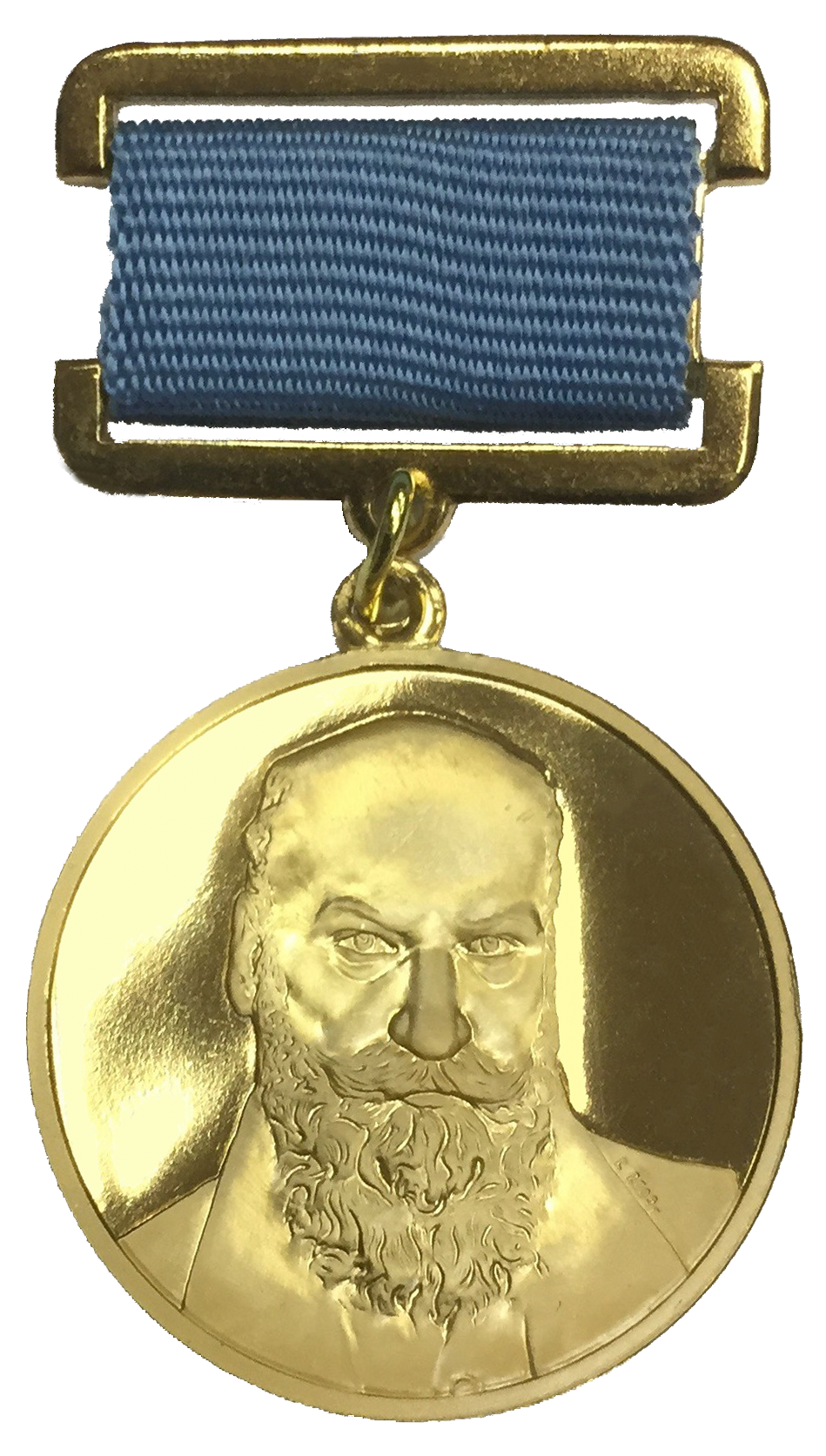
Нагрудный знак лауреата премии

См. также Лауреаты премии Н. Е. Жуковского
Четырежды — И. И. Липатов
Трижды
С. Ю. Крашенинников
В. Я. Нейланд
Я. М. Серебрийский
В. В. Сычёв